# Fulvio Falzarano
Fulvio Falzarano (Trieste, 3 dicembre 1959) è un attore italiano.

## Biografia
Fulvio Falzarano ha lavorato in numerose compagnie di prosa nei più importanti teatri italiani. È stato diretto da Mario Monicelli, Armando Pugliese, Renato Sarti e Giorgio Pressburger. Con l'attore Silvio Orlando, ha preso parte a due atti unici del drammaturgo Peppino De Filippo: Don Raffaele 'o Trombone e Cupido scherza e spazza, con Marina Confalone e Enzo Cannavale. Con il Teatro Stabile del Veneto ha preso parte a Il trionfo dell'amore di Marivaux, diretto da Luca De Fusco. Assieme a Roberto Citran ha allestito Due Dialoghi e Bilora di Ruzante. Ha collaborato con Vitaliano Trevisan, affiancandolo nel reading sonoro Drammi Brevi e con il monologo Oscillazioni, assieme al percussionista Roberto Dani.
Per il cinema ha lavorato con Marco Ferreri ed è il sergente Venerato Barzottin nel film Le rose del deserto (2006) di Mario Monicelli. Ha preso parte a programmi televisivi con Renzo Arbore (era il "gonghista" di Indietro tutta!), Francesco Paolantoni, Gene Gnocchi, Alessia Marcuzzi (Amici mostri, nel ruolo del professor Ugo de Ughis), a Mai dire Iene e Mai dire Lunedì, con Fabio De Luigi, Natalino Balasso e la Gialappa’s Band. Nel 2002 compare nel cortometraggio La scarpa rossa di Fabrizio Ancillai, dove interpreta Giorgio, il protagonista. Nel 2010 ha interpretato Mario nel film Benvenuti al Sud e interpreta il medesimo personaggio nel 2012 nel sequel Benvenuti al Nord. È il protagonista nel film La legge degli spazi bianchi, regia di Mauro Caputo, tratto da un racconto di Giorgio Pressburger ed in distribuzione dall'Istituto Luce Cinecittà nel 2019.

## Filmografia

### Cinema
- La casa del sorriso, regia di Marco Ferreri (1991)
- La carne, regia di Marco Ferreri (1991)
- Supplì, regia di Vincenzo Verdecchi (1993)
- Tandem, regia di Lucio Pellegrini (2000)
- La scarpa rossa, regia di Fabrizio Ancillai – cortometraggio (2002)
- Le rose del deserto, regia di Mario Monicelli (2006)
- Questioni di pelle, regia di Bibi Bozzato (2006)
- Dall'altra parte del mare, regia di Jean Sarto (2009)
- Diverso da chi?, regia di Umberto Carteni (2009)
- Ruggine, regia di Daniele Gaglianone (2010)
- Tempo di reazione, regia di Antonio Micciulli (2010)
- Benvenuti al Sud, regia di Luca Miniero (2010)
- Benvenuti al Nord, regia di Luca Miniero (2012)
- Aspirante vedovo, regia di Massimo Venier (2013)
- The Space Between, regia di Ruth Borgobello (2016)
- Terapia di coppia per amanti, regia di Alessio Maria Federici (2017)
- Si muore tutti democristiani, regia de Il Terzo Segreto di Satira (2018)
- La legge degli spazi bianchi, regia di Mauro Caputo (2019)
- Trafficante di virus, regia di Costanza Quatriglio (2021)
- Darkling (Mrak), regia di Dusan Milic (2022)
- Santocielo, regia di Francesco Amato (2023)
- Io e te dobbiamo parlare, regia di Alessandro Siani (2024)

### Televisione
- Bianco e nero, regia di Fabrizio Laurenti – film TV (1990)
- Un medico in famiglia – serie TV, episodio 1x01 (1998)
- Più leggero non basta, regia di Elisabetta Lodoli – film TV (1998)
- R.I.S. Roma - Delitti imperfetti – serie TV, episodio 1x03 (2010)
- Boris – serie TV, 4 episodi (2010)
- Distretto di Polizia – serie TV, episodio 11x15 (2011)
- Un caso di coscienza – serie TV, episodio 5X02 (2013)
- 1992 – serie TV, episodi 1x01-1x02-1x10 (2015)
- La porta rossa – serie TV (2019)
- I leoni di Sicilia – serie TV, episodi 3-4 (2023)
- Brennero – serie TV, episodi 1x01-1x02 (2024)
- M. Il figlio del secolo, regia di Joe Wright – miniserie TV, 7 puntate (2025)